# Chris Lytle
Pour les articles homonymes, voir Lytle.
Chris Scott Lytle, né le 18 août 1974 à Indianapolis dans l'Indiana, est un ancien pratiquant professionnel de combat libre américain et ceinture noire de jiu-jitsu brésilien. Il a notamment été en concurrence dans la division poids welters de l'Ultimate Fighting Championship.

## Vie privée
Lytle réside actuellement en Nouvelle Palestine, Indiana et est marié à Kristin et a quatre enfants. Il travaille à temps plein comme pompier au service d'incendie d'Indianapolis en plus de sa carrière de combattant. Il s'est présenté au Sénat de l'État de l'Indiana dans le district 28 en 2012, mais a perdu.
Le 11 juillet 2014, il a été annoncé que Lytle était le dernier à rejoindre le panel d'analystes MMA pour FOX Sports 1.

## Palmarès en arts martiaux mixtes
| Résultat | Record  | Adversaire         | Méthode                         | Événement                                 | Date              | Round | Temps | Lieu                                | Notes                                          |
| -------- | ------- | ------------------ | ------------------------------- | ----------------------------------------- | ----------------- | ----- | ----- | ----------------------------------- | ---------------------------------------------- |
| Victoire | 31-18-5 | Dan Hardy          | Soumission (Guillotine Choke)   | UFC Live: Hardy vs. Lytle                 | 27 août 2011      | 3     | 4:17  | Milwaukee, Wisconsin                | Fight of the Night                             |
| Défaite  | 30-18-5 | Brian Ebersole     | Décision Unanime                | UFC 127: Penn vs. Fitch                   | 27 février 2011   | 3     | 5:00  | Sydney, Australie                   | Fight of the Night                             |
| Victoire | 30–17–5 | Matt Serra         | Décision Unanime                | UFC 119: Mir vs. Cro Cop                  | 25 septembre 2010 | 3     | 5:00  | Indianapolis, Indiana               |                                                |
| Victoire | 29–17–5 | Matt Brown         | Soumission (Straight Armbar)    | UFC 116: Lesnar vs. CarVictoire           | 3 juillet 2010    | 2     | 2:02  | Las Vegas, Nevada                   |                                                |
| Victoire | 28–17–5 | Brian Foster       | Soumission (Kneebar)            | UFC 110: Nogueira vs. Velasquez           | 21 février 2010   | 1     | 1:41  | Sydney, Australie                   | Submission of the Night                        |
| Victoire | 27–17–5 | Kevin Burns        | Décision Unanime                | The Ultimate Finale 9                     | 20 juin 2009      | 3     | 5:00  | Las Vegas, Nevada                   | Fight of the Night                             |
| Défaite  | 26–17–5 | Marcus Davis       | Décision Partagée               | UFC 93: Franklin vs. Henderson            | 17 janvier 2009   | 3     | 5:00  | Dublin, Irlande                     | Fight of the Night                             |
| Victoire | 26–16–5 | Paul Taylor        | Décision Unanime                | UFC 89: Bisping vs. Leben                 | 18 octobre 2008   | 3     | 5:00  | Birmingham, Angleterre              | Fight of the Night                             |
| Défaite  | 25–16–5 | Josh Koscheck      | Décision Unanime                | UFC 86: Jackson vs. Griffin               | 5 juillet 2008    | 3     | 5:00  | Las Vegas, Nevada, États-Unis       |                                                |
| Victoire | 25–15–5 | Kyle Bradley       | TKO (Punches)                   | UFC 81: Breaking Point                    | 2 février 2008    | 1     | 0:33  | Las Vegas, Nevada, États-Unis       | Knockout of the Night                          |
| Défaite  | 24–15–5 | Thiago Alves       | TKO (Cut)                       | UFC 78: Validation                        | 17 novembre 2007  | 2     | 5:00  | Newark (New Jersey), États-Unis     | Fight of the Night                             |
| Victoire | 24–14–5 | Matt Brown         | Soumission (Guillotine Choke)   | UFL – United Fight League                 | 11 août 2007      | 2     | 2:49  | Indiana, États-Unis                 |                                                |
| Victoire | 23–14–5 | Jason Gilliam      | Soumission (Triangle Kimura)    | UFC 73: Stacked                           | 7 juillet 2007    | 1     | 2:15  | Sacramento, Californie              | Won Submission of the Night Honors             |
| Défaite  | 22–14–5 | Matt Hughes        | Décision Unanime                | UFC 68: Uprising                          | 3 mars 2007       | 3     | 5:00  | Columbus (Ohio), États-Unis         |                                                |
| Défaite  | 22–13–5 | Matt Serra         | Décision partagée               | The Ultimate Fighter 4 Finale             | 11 novembre 2006  | 3     | 5:00  | Las Vegas, Nevada, États-Unis       | Lost TUF 4: Welterweight                       |
| Victoire | 22–12–5 | Ross Mason         | Soumission (Rear Naked Choke)   | Cage Rage 15: Adrenalin Rush              | 4 février 2006    | 2     | 4:57  | Londres, Angleterre                 | Won Cage Rage World Welterweight Championship. |
| Victoire | 21–12–5 | Savant Young       | Soumission (Strikes)            | WEC 18: Unfinished Business               | 13 janvier 2006   | 1     | 3:50  | Lemoore, Californie, États-Unis     |                                                |
| Défaite  | 20–12–5 | Joe Riggs          | TKO (Cut)                       | UFC 55: Fury                              | 7 octobre 2005    | 2     | 2:00  | Uncasville, Connecticut, États-Unis |                                                |
| Victoire | 20–11–5 | Brian Dunn         | TKO                             | LOF 1 – Legends of Fighting 1             | 13 août 2005      | 1     |       | Indiana, États-Unis                 |                                                |
| Victoire | 19–11–5 | Pat Healy          | Décision Partagée               | WEC 15 - Judgment Day                     | 19 mai 2005       | 3     | 5:00  | Lemoore, Californie, États-Unis     |                                                |
| Défaite  | 18–11–5 | Karo Parisyan      | Décision Unanime                | UFC 51: Super Saturday                    | 5 février 2005    | 3     | 5:00  | Las Vegas, Nevada, États-Unis       |                                                |
| Victoire | 18–10–5 | J.T. Taylor        | Soumission (Choke)              | WEC 12 – Halloween Fury 3                 | 21 octobre 2004   | 1     | 2:53  | Lemoore, Californie, États-Unis     |                                                |
| Victoire | 17–10–5 | Ronald Jhun        | Soumission (Guillotine Choke)   | UFC 49: Unfinished Business               | 21 août 2004      | 2     | 1:17  | Las Vegas, Nevada, États-Unis       |                                                |
| Victoire | 16–10–5 | Tiki Ghosn         | Soumission (Bulldog Choke)      | UFC 47: It's On                           | 2 avril 2004      | 2     | 1:55  | Las Vegas, Nevada, États-Unis       |                                                |
| Victoire | 15–10–5 | Pete Spratt        | Soumission (Rear Naked Choke)   | RSF – Shooto Challenge 2                  | 2 janvier 2004    | 1     | 0:46  | Illinois, États-Unis                |                                                |
| Défaite  | 14–10–5 | Robbie Lawler      | Décision Unanime                | UFC 45: Revolution                        | 21 novembre 2003  | 3     | 5:00  | Uncasville, Connecticut, États-Unis |                                                |
| Victoire | 14–9–5  | Derrick Noble      | Soumission (Rear Naked Choke)   | RSF – Shooto Challenge                    | 3 octobre 2003    | 2     | 2:04  | Illinois, États-Unis                |                                                |
| Victoire | 13–9–5  | Chatt Lavender     | TKO (Triangle Choke)            | AFC 5 – Absolute Fighting Championships 5 | 5 septembre 2003  | 1     | 0:55  | Floride, États-Unis                 |                                                |
| Victoire | 12–9–5  | LaVerne Clark      | Décision Unanime                | Battleground 1 – War Cry                  | 19 juillet 2003   | 3     | 5:00  | Illinois, États-Unis                |                                                |
| Défaite  | 11–9–5  | Koji Oishi         | Décision Partagée               | Pancrase – Hybrid 4                       | 12 avril 2003     | 3     | 5:00  | Tokyo, Japon                        |                                                |
| Victoire | 11–8–5  | Aaron Riley        | KO                              | HOOKnSHOOT – Boot Camp 1.1                | 8 mars 2003       | 1     |       | Indiana, États-Unis                 |                                                |
| Défaite  | 10–8–5  | Izuru Takeuchi     | Décision (Majorité)             | Pancrase – Spirit 9                       | 21 décembre 2002  | 3     | 5:00  | Tokyo, Japon                        |                                                |
| Victoire | 10–7–5  | Yuji Hoshino       | Soumission (Triangle Choke)     | Pancrase – Spirit 7                       | 29 octobre 2002   | 1     | 2:09  | Tokyo, Japon                        |                                                |
| Défaite  | 9–7–5   | Nick Diaz          | Décision                        | IFC WC 17 – Warriors Challenge 17         | 12 juillet 2002   | 3     | 5:00  | Californie, États-Unis              |                                                |
| Victoire | 9–6–5   | Kazuo Misaki       | Décision Unanime                | Pancrase – Proof 7                        | 1er décembre 2001 | 3     | 5:00  | Yokohama, Japon                     |                                                |
| Victoire | 8–6–5   | Jake Ambrose       | Soumission                      | Cage Rage 2                               | 14 avril 2001     | 1     |       | Indiana, États-Unis                 |                                                |
| Nul      | 7–6–5   | Dave Strasser      | Égalité                         | Reality Submission Fighting 3             | 30 mars 2001      | 1     | 18:00 | Illinois, États-Unis                |                                                |
| Nul      | 7–6–4   | Nick Hide          | Égalité                         | Circle City Challenge                     | 3 février 2001    | N/A   |       | Indiana, États-Unis                 |                                                |
| Victoire | 7–6–3   | Beaver Beaver      | N/A                             | Bad Boy Competition                       | 24 novembre 2000  | 1     | N/A   | N/A                                 |                                                |
| Victoire | 6–6–3   | Mike Haltom        | Soumission (Strikes)            | Bad Boy Competition                       | 24 novembre 2000  | N/A   | N/A   | N/A                                 |                                                |
| Défaite  | 5–6–3   | Ben Earwood        | Décision                        | UFC 28: High Stakes                       | 17 novembre 2000  | 2     | 5:00  | New Jersey, États-Unis              |                                                |
| Défaite  | 5–5–3   | Shonie Carter      | Décision Unanime                | Pancrase – 2000 Anniversary Show          | 24 septembre 2000 | 3     | 3:00  | Yokohama, Japon                     |                                                |
| Victoire | 5–4–3   | Taro Obata         | Soumission (Arm Triangle Choke) | Pancrase – Trans 5                        | 23 juillet 2000   | 1     | 2:56  | Tokyo, Japon                        |                                                |
| Défaite  | 4–4–3   | Daisuke Ishii      | Décision Unanime                | Pancrase – Trans 4                        | 26 juin 2000      | 1     | 10:00 | Tokyo, Japon                        |                                                |
| Victoire | 4–3–3   | CJ Fernandes       | Soumission (Triangle Choke)     | HOOKnSHOOT – Double Fury 1                | 17 mars 2000      | N/A   |       | N/A                                 |                                                |
| Défaite  | 3–3–3   | Keiichiro Yamamiya | Décision Unanime                | Pancrase – Trans 1                        | 23 janvier 2000   | 1     | 10:00 | Tokyo, Japon                        |                                                |
| Nul      | 3–2–3   | Ikuhisa Minowa     | Égalité                         | Pancrase – Breakthrough 11                | 18 décembre 1999  | 1     | 15:00 | Yokohama, Japon                     |                                                |
| Défaite  | 3–2–2   | Dave Menne         | Décision Unanime                | EC 29 – Extreme Challenge 29              | 13 novembre 1999  | 2     | 5:00  | Wisconsin, États-Unis               |                                                |
| Victoire | 3–1–2   | Luke Pedigo        | Soumission (Guillotine Choke)   | HOOKnSHOOT – Millennium                   | 6 novembre 1999   | 1     | 1:57  | Indiana, États-Unis                 |                                                |
| Nul      | 2–1–2   | Takafumi Ito       | Égalité                         | Pancrase: 1999 Neo-Blood Tournament       | 1er août 1999     | 2     | 3:00  | Tokyo, Japon                        |                                                |
| Défaite  | 2–1–1   | Jason Delucia      | Décision (Majorité)             | Pancrase – Breakthrough 7                 | 6 juillet 1999    | 1     | 10:00 | Tokyo, Japon                        |                                                |
| Victoire | 2–0–1   | Daisuke Watanabe   | Soumission                      | Pancrase – Breakthrough 6                 | 11 juin 1999      | 1     | 5:30  | Tokyo, Japon                        |                                                |
| Nul      | 1–0–1   | Osami Shibuya      | égalité                         | Pancrase – Breakthrough 4                 | 18 avril 1999     | 1     | 15:00 | Yokohama, Japon                     |                                                |
| Victoire | 1–0     | Bo Hershberger     | Soumission (Strikes)            | NG 10 – Neutral Grounds 10                | 13 février 1999   | 1     | 11:33 | Muncie, Indiana, États-Unis         |                                                |